# Ulrich Wilckens
Ulrich Wilckens (* 5. August 1928 in Hamburg; † 25. Oktober 2021 in Bad Oldesloe) war Professor für Neues Testament in Marburg, Berlin und Hamburg und von 1981 bis 1991 Bischof des Sprengels Holstein-Lübeck in der Nordelbischen Evangelisch-Lutherischen Kirche. Er war ein bedeutender Bibelwissenschaftler im deutschen Sprachraum in der zweiten Hälfte des 20. Jahrhunderts. Zudem war er Mitherausgeber des Evangelisch-Katholischen Kommentars zum Neuen Testament, wozu er die drei Bände zum Römerbrief beigesteuert hatte.

## Leben
Wilckens wuchs in Hamburg auf, sein Abitur absolvierte er aber in Hinterzarten, weil seine Mutter mit ihm und seinen drei Geschwistern 1941 dorthin gezogen war, um der Bombengefahr in Hamburg zu entgehen. Der Vater, ein Hamburger Arzt, starb kurz vor Kriegsende bei Berlin.
Nach einem Vortrag eines Offiziers der SS im Jahr 1943 meldete sich Wilckens als 15-Jähriger freiwillig zur Waffen-SS. Nach eigener Aussage in seinen 2019 erschienenen Lebenserinnerungen tat er dies, um seinem Vater, einem Anhänger Hitlers, zu gefallen und die „Ehre [s]einer Schule zu retten“; er sei der einzige Hitler-Verehrer in seiner Klasse gewesen. 1944 habe er innerlich mit der SS gebrochen, behauptete Wilckens. 1945 wurde er zum Kriegsdienst bei der Waffen-SS einberufen.
Ulrich Wilckens studierte in Heidelberg und Tübingen evangelische Theologie und war 1953–1955 im Pfarrdienst tätig. 1958–1960 lehrte er Neues Testament an der Evangelisch-Theologischen Fakultät der Universität Marburg. 1960–1968 war er Professor für Neues Testament an der Kirchlichen Hochschule Berlin. Anschließend folgte eine Lehrtätigkeit als Professor für Neues Testament am Fachbereich Evangelische Theologie der Universität Hamburg.
1981 bis 1991 war er Bischof des Sprengels Holstein-Lübeck in der Nordelbischen Evangelisch-Lutherischen Kirche. Zudem war er während neun Jahren Catholica-Beauftragter der Vereinigten Evangelisch-Lutherischen Kirche Deutschlands (VELKD).  In diese Zeit fiel auch die Affäre um Uwe Barschel, wo er als Seelsorger und moralische Instanz wirken konnte. Infolge einer schweren Krebserkrankung musste er auf eine Wiederwahl als Bischof verzichten. Nach seiner Gesundung konnte er aber sein theologisches Schaffen erneut intensiv betreiben.
2011 trat er noch einmal als Mitunterzeichner eines offenen Briefes mehrerer Altbischöfe der evangelischen Landeskirchen, der sich deutlich gegen die Ordination von Pfarrern ausspricht, die in gleichgeschlechtlichen Partnerschaften leben, an die Öffentlichkeit. Die weiteren Unterzeichner waren Eduard Berger, Heinrich Herrmanns, Jürgen Johannesdotter, Werner Leich, Gerhard Maier, Gerhard Müller und Theo Sorg.
Wilckens starb im Oktober 2021 im Alter von 93 Jahren.

## Familie
Ab 1955 war er mit der in Memel geborenen Pastorin Inge Wilckens (1925–2017) verheiratet. Aus der Verbindung gingen drei Töchter hervor.

## Theologie und Werk
Wilckens war anfänglich von Rudolf Bultmann beeinflusst, doch um 1960 wurde er durch Wolfhart Pannenberg von der Offenbarung als Geschichte überzeugt. Dadurch wurde die Bibel und der in ihr bezeugte auferstandene Christus zum zentralen Thema seines theologischen und pastoralen Schaffens. Er publizierte 1969 eine Studie Was heißt bei Paulus: Aus Werken des Gesetzes wird kein Fleisch gerecht?, die als Vorarbeit für seinen weithin beachteten Evangelisch-Katholischen Kommentar (EKK) zum Römerbrief von 1978 bis 1982 gelten kann. Diese Studie war in Zusammenarbeit mit dem katholischen Theologen Josef Blank (1926–1989) entstanden. Er übersetzte und kommentierte das Neue Testament, und er verfasste Auslegungen zum Johannesevangelium und Römerbrief sowie eine umfangreiche Theologie des Neuen Testaments, die von 2002 bis 2009 veröffentlicht wurde. Sie waren mitgeprägt von den Forschungen des Ökumenischen Arbeitskreises evangelischer und katholischer Theologen, den er mitinitiiert hatte.
Bereits 1986 hat er maßgeblich zu einer Hermeneutik des differenzierten Konsenses beigetragen, um die gegenseitigen Lehrverurteilungen nach Reformation aufzuarbeiten. Das half mit, die Gemeinsame Erklärung zur Rechtfertigungslehre von 1999 vorzubereiten.
Wilckens war als entschiedener Gegner feministischer Theologie bekannt; u. a. initiierte er 1985 eine entsprechende Stellungnahme der nordelbischen Bischöfe. Im Jahr 2006 veröffentlichte er privat ein theologisches Gutachten, das die Bibel in gerechter Sprache als ideologisch und bekenntniswidrig verurteilt.
Aufgrund seines Buches Kritik der Bibelkritik von 2012 bezeichnete Franz Graf-Stuhlhofer den Bibelumgang von Wilckens als „gemäßigt-kritisch“. Wilckens kritisierte einzelne Tendenzen der Bibelkritik, ohne jedoch „eine grundlegende Umorientierung“ zu präsentieren. Er griff konservative Ansätze wie den von Birger Gerhardsson auf und kam zu konservativen dogmatischen Konsequenzen, etwa bei der Schöpfungsordnung und dem Eheverständnis. So erachtete er gleichgeschlechtliche Sexualität als bibelwidrig.

### Kritik
Der jüdische Neutestamentler David Flusser warf Wilckens’ Bibelübersetzung Antijudaismus vor.
Luise Schottroff, Mit-Herausgeberin der Bibel in gerechter Sprache, warf Wilckens’ theologischem Gutachten zu ihrer Übersetzung ebenfalls „fundamentalistische und antijudaistische Kriterien und Grundannahmen“ vor.

## Schriften (Auswahl)
- Weisheit und Torheit. Eine exegetisch-religionsgeschichtliche Untersuchung zu 1. Kor. 1 und 2, Beiträge zur historischen Theologie 26, Mohr, Tübingen 1959.
- Die Missionsreden der Apostelgeschichte. Form- und traditionsgeschichtliche Untersuchungen, WMANT 5, 1961; 3., überarbeitete und erweiterte Auflage, Neukirchener, Neukirchen-Vluyn 1974.
- Gottes Offenbarung. Ein Weg durch das Neue Testament, Stundenbücher 15, Furche, Hamburg 1963.
- Was heißt bei Paulus: Aus Werken des Gesetzes wird kein Fleisch gerecht? 1969 (Vorarbeit zum EKK von 1978).
- Rechtfertigung als Freiheit. Paulusstudien, Neukirchener, Neukirchen-Vluyn 1974.
- Das Neue Testament, übersetzt und kommentiert von Ulrich Wilckens, 8. Auflage, Gütersloher Verlagshaus Mohn, Gütersloh 1991, ISBN 3-579-03999-7 [1. Auflage 1970].
  - neu aufgelegt als Studienbibel Neues Testament, Fontis, Basel 2015, ISBN 978-3-03848-002-0.
- Auferstehung. Das biblische Auferstehungszeugnis historisch untersucht und erklärt. Gütersloher Taschenbücher 1416, 5. Auflage Gütersloher Verlagshaus Mohn, Gütersloh 1992, ISBN 3-579-01416-1.
- Hoffnung gegen den Tod. Die Wirklichkeit der Auferstehung Jesu, Hänssler, Neuhausen-Stuttgart 1996, 2. Auflage 1997, ISBN 3-7751-2735-6.
- Schriftauslegung in historisch-kritischer Forschung und geistlicher Betrachtung, in: Wolfhart Pannenberg/Theodor Schneider (Hg.): Verbindliches Zeugnis II. Schriftauslegung – Lehramt – Rezeption, Göttingen/Freiburg 1995, S. 13–66.
- Das Evangelium nach Johannes, NTD 4, 18. Auflage, Vandenhoeck & Ruprecht, Göttingen 2000, ISBN 3-525-51379-8 (allgemeinverständlich).
- Der Brief an die Römer, EKK 6/1–3, 3 Bände, (einer der wichtigsten wissenschaftlichen Kommentare zum Römerbrief).
  - Band 1: Röm 1–5, 1978, 2. Auflage 1987, ISBN 3-7887-0514-0.
  - Band 2: Röm 6–11, 1980, 4. Auflage 2003, ISBN 3-7887-0615-5.
  - Band 3: Röm 12–16, 1982, 3. Auflage 2005, ISBN 3-7887-0650-3.
- Der Sohn Gottes und seine Gemeinde, Studien zur Theologie der Johanneischen Schriften, FRLANT 200. Vandenhoeck & Ruprecht, Göttingen 2003, ISBN 3-525-53884-7.
- Theologie des Neuen Testaments, 2 Bände in 6 Teilbänden, Neukirchener, Neukirchen-Vluyn 2002 ff.
  - Band 1: Geschichte der urchristlichen Theologie. 4 Teilbände:

Band 1/1: Geschichte des Wirkens Jesu in Galiläa, 2002; 2. Auflage 2005, ISBN 3-7887-1894-3.
Band 1/2: Jesu Tod und Auferstehung und die Entstehung der Kirche aus Juden und Heiden, 2003, ISBN 3-7887-1895-1.
Band 1/3: Die Briefe des Urchristentums. Paulus und seine Schüler, Theologen aus dem Bereich judenchristlicher Heidenmission, 2005, ISBN 3-7887-1907-9.
Band 1/4: Die Evangelien, die Apostelgeschichte, die Johannesbriefe, die Offenbarung und die Entstehung des Kanons, 2005, ISBN 3-7887-2092-1.
- Band 2: Die Theologie des Neuen Testaments als Grund kirchlicher Lehre, 2 Teilbände:

Band 2/1: Das Fundament, 2007, ISBN 3-7887-1908-7.
Band 2/2: Der Aufbau, 2009, ISBN 3-7887-2259-2.
- Standpunkte – Grundlegende Themen biblischer Theologie, Neukirchener, Neukirchen-Vluyn 2010.
- Kritik der Bibelkritik – Wie die Bibel wieder zur Heiligen Schrift werden kann. Neukirchener, Neukirchen-Vluyn 2012, ISBN 978-3-7887-2603-4.
- Studienführer Altes Testament, Fontis, Basel 2015, ISBN 978-3-03848-056-3.
- Was Christen glauben, Fontis, Basel 2018, ISBN 978-3-03848-142-3.
- Warum ich Christ wurde. Eine nachdenkliche Rückschau auf mein Leben, Lutherische Verlagsgesellschaft, Kiel 2019, ISBN 978-3-87503-240-6.
- Die Geschichte des Bundes Gottes mit Israel und Jesus Christus als ihre Vollendung: Zum Aufsatz von Papst em. Benedikt XVI. «Gnade und Berufung ohne Reue», Communio, 1/2019, S. 80–92.